# Günther Rudolph
Günther Rudolph (* 19. Juli 1929 in Leipzig; † 26. Juli 2017 in Berlin) war ein deutscher Ökonom und Soziologe. Er war der einzige Tönnies-Forscher in der DDR. Außerdem legte er wissenschaftliche Publikationen zu Karl Rodbertus vor. Mit seinen beiden Hauptthemen wurde er jeweils promoviert.

## Leben
Rudolph beendete seine Schulzeit 1946 in Leipzig mit der Mittleren Reife, danach arbeitete er ein Jahr als Werker im Elektrizitätswerk der Stadt. Die Hochschulreife erwarb er nach dem Besuch eines dreivierteljährigen Lehrgangs der Vorstudienanstalt der Karl-Marx-Universität Leipzig, zu dem ihn die Gewerkschaft seines Betriebes delegiert hatte. Im Herbst nahm er das Studium auf, zuerst das der Rechtswissenschaft. Bald wechselte er zu Philosophie, Kulturpolitik und Germanistik. Sein wichtigster akademischer Lehrer war Ernst Bloch.
Weil Rudolph als wenig linientreu und querdenkend galt, drohte ihm das vorzeitige Ende des Studiums. Er konnte aber das Studium mit Unterstützung von Bloch beenden – unter hohem zeitlichen und politischem Druck. Im Frühjahr 1955 schloss er sein Studium mit einer Arbeit über die Spätphilosophie Schellings erfolgreich ab und wurde danach kurzzeitig in der akademischen Lehre tätig. Als sein Lehrer Bloch aber 1957 aus politischen Gründen zwangsemeritiert wurde, sah er keine Möglichkeit, seine akademische Karriere fortzusetzen. Er begann daher eine Zusatzausbildung im Bibliothekswesen an der Deutschen Bücherei in Leipzig und der Deutschen Staatsbibliothek in Berlin, die er im Sommer 1957 mit der Fachprüfung für den wissenschaftlichen Bibliotheksdienst beendete. Bis 1961 arbeitete er an der Universitätsbibliothek Greifswald, dann wechselte er an die Hauptbibliothek der Akademie der Wissenschaften in Berlin. Dort konnte er als wissenschaftlicher Mitarbeiter für die Geschichte der Philosophie ab 1963 seine akademische Laufbahn fortsetzen. 1967 wechselte er an das Zentralinstitut für Wirtschaftswissenschaften der Akademie und erforschte die Geschichte der Politischen Ökonomie.
Zugleich war Rudolph Mitglied einer soziologischen Arbeitsgruppe um Kurt Braunreuther. In diesem Zusammenhang wurde er 1967 mit der Arbeit Die philosophisch-soziologischen Grundpositionen von Ferdinand Tönnies. Ein Beitrag zur Geschichte und Kritik der bürgerlichen Soziologie promoviert. Mit dieser Dissertation „ gehört er zu den Pionieren der Tönnies-Forschung nach dem Zweiten Weltkrieg.“ Eine zweite Promotion folgte zehn Jahre später, der Titel der Dissertationsschrift lautet: Von Desiderius Erasmus zu Rodbertus-Jagetzow. Untersuchungen zum vormarxistischen ökonomischen Denken unter besonderer Berücksichtigung der Eigentumskonzeption. Ein Beitrag zur Geschichte und Kritik sozialökonomischer Ideologien in Deutschland.
Rudolph war bis zum Ende der DDR 1990 Mitarbeiter der Akademie der Wissenschaften, in der er sich wissenschaftlich stets besonders bewähren musste, denn er war seit Mitte der 1950er Jahre parteilos. Nach dem Krieg in die SPD eingetreten, war er mit der Zwangsvereinigung von KPD und SPD automatisch SED-Mitglied geworden, dann aber im Zusammenhang der politisch-ideologischen Auseinandersetzungen um seinen Lehrer Ernst Bloch aus der Partei ausgeschlossen worden und nicht wieder eingetreten. Nach 1990, bis zur Rente, arbeitete er für die Ferdinand-Tönnies-Gesellschaft in Kiel. Publizistisch blieb er auch als Pensionär aktiv.
Günther Rudolph war mit der Hörspielregisseurin Christa Kowalski verheiratet, die wenige Wochen vor ihm starb. Sie waren Eltern einer Tochter und eines Sohnes.

## Schriften (Auswahl)

### Monographien
- Die philosophisch-soziologischen Grundpositionen von Ferdinand Tönnies. Ein Beitrag zur Geschichte und Kritik der bürgerlichen Soziologie. Materialien der Ferdinand-Tönnies-Arbeitsstelle am Institut für Soziologie der Universität Hamburg, Band 12, Hamburg 1995, ISBN 3-929215-07-1 (zugleich Dissertationsschrift, Akademie der Wissenschaften, Berlin 1967); Neuauflage, hrsg. und mit einem Nachwort von Arno Bammé (= Tönnies im Gesprach 13), Profil Verlag, München/Wien 2021, ISBN 978-3-89019-751-7.
- Grundlinien des ökonomischen Denkens in Deutschland. Von den Anfängen bis zur Mitte des 19. Jahrhunderts. Akademie-Verlag, Berlin 1977 (als Mitglied des Autorenkollektivs).
- Von Desiderius Erasmus zu Rodbertus-Jagetzow. Untersuchungen zum vormarxistischen ökonomischen Denken unter besonderer Berücksichtigung der Eigentumskonzeption. Ein Beitrag zur Geschichte und Kritik sozialökonomischer Ideologien in Deutschland. Akademie der Wissenschaften, Berlin 1977 (Dissertationsschrift).
- Grundlinien des ökonomischen Denkens in Deutschland 1848 bis 1945. Akademie-Verlag, Berlin 1980 (mit Werner Krause).
- Karl Rodbertus (1805–1875) und die Grundrententheorie. Politische Ökonomie aus dem deutschen Vormärz. Akademie-Verlag, Berlin 1984.

### Herausgeberschaft
- Ferdinand Tönnies: Der Nietzsche-Kultus. Eine Kritik. de Gruyter, Berlin 1990, ISBN 3-05-005773-4.

### Buchbeiträge
- Ökonomie und utopisch-sozialistische Aspekte im Werk von Karl Rodbertus-Jagetzow (1805–1875). In: Beiträge zur Marx-Engels-Forschung. Dem Wirken Auguste Comtes gewidmet. Jahrgang 1973, Nr. 20, Berlin 1975, S. 92–130.
- Konservatismus als Reaktion auf die Französische Revolution – Friedrich von Gentz, Adam Müller, Karl Ludwig von Haller, Franz von Baader und Friedrich Ludwig Stahl. In: Ludwig Elm (Hrsg.): Falsche Propheten. Studien zum konservativ-antidemokratischen Denken im 19. und 20. Jahrhundert. Akademie-Verlag, Berlin 1984, S. 23–73.
- Ferdinand Tönnies und die Lehre von Karl Marx. Annäherung und Vorbehalt. In: Lars Clausen, Carsten Schlüter (Hrsg.): Hundert Jahre „Gemeinschaft und Gesellschaft“. Leske + Budrich, Opladen 1991, ISBN 3-8100-0750-1, S. 301–320.
- Kritische Marx-Rezeption bei Ferdinand Tönnies (1855–1936), dem Begründer der Soziologie in Deutschland. In: Beiträge zur Marx-Engels-Forschung. Neue Folge 1994, Hamburg 1994, S. 55–72.
- Zur Staatsauffassung von Ferdinand Tönnies. In: Uwe Carstens (Hrsg.): Ferdinand Tönnies. Der Sozialstaat zwischen Gemeinschaft und Gesellschaft. Nomos, Baden-Baden 2014, ISBN 978-3-8487-1626-5, S. 63–84.

### Zeitschriftenbeiträge
- Ferdinand Tönnies und der Faschismus. In: Wissenschaftliche Zeitschrift der Humboldt-Universität zu Berlin. Gesellschafts- und sprachwissenschaftliche Reihe, Jg. 14, Heft 3/1965, S. 339–345.
- Die Einwirkungen des „Kapitals“ von Karl Marx auf den bürgerlichen Demokraten Ferdinand Tönnies. In: Wirtschaftswissenschaft. Jg. 16, Heft 5/1968, S. 760–778.
- Das sozialökonomische Denken des Erasmus von Rotterdam. In: Deutsche Zeitschrift für Philosophie. Jg. 17, 1969, S. 1076–1092.
- Ulrich von Huttens sozialökonomische Anschauungen. In: Deutsche Zeitschrift für Philosophie. Heft 12, 1972, S. 1474–1493.

### Zeitungsartikel
- Kieler Privatdozent bei Engels zu Besuch. Ferdinand Tönnies – Soziologe und Antifaschist. In: Neues Deutschland. 12./13. April 1986, S. 13.
- Mutige Geheimratsrede in der Kroll-Oper. Prof. Ferdinand Tönnies – Demokrat und Antifaschist. In: National-Zeitung. Nr. 91, 18. April 1986, S. 14.